# Dorra Zarrouk
Dorra Ibrahim Zarrouk é uma atriz tunisina que vive no Egito.

## Juventude
Dorra nasceu em Tunes, seu pai era Ibrahim Zarrouk e seu avô materno, Ali Zouaoui, era economista e político.
Dorra era bacharel em Direito pela Faculdade de Direito e Ciência Política de Tunes em 2001, depois fez um Mestrado em Estudos Avançados em Ciência Política pela Universidade São José de Beirute no Líbano em 2003.

## Carreira
Apesar da sua formação acadêmica, Dorra começou a representar em 1997, depois atuando no teatro tunisiano El Teatro, com Taoufik Jebali em 2000. Em 2002, a primeira atuação de Dorra foi em um filme franco-tunisiano, Khorma.
Em 2003, ela participou do Coliseu: Arena da Morte de Roma. A sua primeira série de TV fora da Tunísia foi em 2004, quando atuou em Fares Bani Marwan na Síria. No mesmo ano, ela estrelou Nadia et Sarra com Hiam Abbass. Em 2005, ela atuou em Le Voyage de Louisa.
Em 2007, ela começou a sua carreira no Egito, onde apareceu em Alawela fel Gharam e Heya Fawda com Menna Shalabi.
Mais tarde, atuou em vários filmes como Al Mosafer, Tisbah Ala Khair e Sheikh Jackson.
Em 2015, Dorra estrelou uma série americana de Supernatural, Teen Wolf, onde interpretou Ferrah Rahman, uma feiticeira tunisiana e uma das esposas de Deucalion ao lado de Cyrine Abdelnour. Segundo ela, sua experiência em Teen Wolf a ajudou a crescer como uma atriz versátil.

## Vida pessoal
Dorra foi brevemente noiva de um empresário tunisiano Qays Mukhtar em 2012. Em abril de 2020, ela postou fotos nas mídias sociais namorando um empresário e designer de interiores egípcio, Hany Saad, com quem se casou em novembro de 2020.